# Torricella del Pizzo
Torricella del Pizzo (Turzéla in dialetto locale, Turezéla in dialetto cremonese) è un comune italiano di 585 abitanti della provincia di Cremona, in Lombardia.

## Storia
Napoleone ampliò il territorio del comune a scapito di Sissa col terreno che era finito a nord del Po secoli prima, definito dal catasto col nome di Torricella del Pizzo ex Parmigiano.

### Simboli
Lo stemma e il gonfalone sono stati concessi con decreto del presidente della Repubblica del 12 ottobre 1993.
Il gonfalone è un drappo partito di giallo e di verde.

## Società

### Evoluzione demografica
Abitanti censiti

## Infrastrutture e trasporti
Tra il 1888 e il 1954 Torricella del Pizzo era servita da una fermata della tranvia Cremona-Casalmaggiore, gestita in ultimo dalla società Tramvie Provinciali Cremonesi.